# جوانی
جوانی به زمانی میان نوجوانی و میان‌سالی در زندگی هر فرد گفته می‌شود.
از نظر رویکرد جامعه‌شناسی، جوانی یک فرایند و ساختار اجتماعی است که با رخدادهایی هنجار مانند ازدواج، فرزندآوری و اشتغال تعریف می‌شود. 
معمولا سن جوانی بین ۱۸ تا ۳۵ سالگی تعریف شده است.

## ریشه‌شناسی
واژه جُوان در فارسی نوین از پارسی میانه juwān هم‌ریشه است با انگلیسی young، آلمانی jung و فرانسه jeune و در دیگر زبان‌های هندو-اروپایی.

## کاربرد
در سراسر جهان، اصطلاحات جوان و نورسیده غالباً به یک مفهوم گفته می‌شوند. جوانی به دوره‌ای از زندگی گفته می‌شود که نه کودکیست و نه بزرگسالی. بلکه جایی میانِ این دو است. وقتی می‌گوییم او جوان است جوانی، به عنوان مشخصه یک نگرش خاص از نوع رفتار شخص است. دوازدهم اوت توسط سازمان ملل متحد روز بین‌المللی جوانان اعلام شده‌است.

## اَمرَد
اَمرَد واژه‌ای فارسی به معنای پسر جوان بی‌ریش است؛ همچنین پسر جوانی که سبیلش روییده ولی ریش درنیاورده باشد. این لغت امروزه تنها در ادبیات کلاسیک پارسی دیده می‌شود و کاربرد عامیانه ندارد. معنای اصطلاحی آن در فارسی و زبان‌های دیگر برابر مابون، ملووط است.
امرد دگرگون واژه باستانی انمرد (ان + مرد) است که در آن پیشوند «اَن» (هم‌ریشه با نا) به معنای ضد، پلید و غیر می‌باشد (مانند ان در واژه انیران و انیرانی به معنای غیر ایران و نا ایرانی) ونیز مرد به معنای مرد (= رجل عربی) و در کل ساختار واژه امرد به معنای نامرد یا مرد پلید می‌باشد و کاربرد آن در معانی غلام (مفرد غلمان) مابون است.
واژه امرد در ادب پارسی و زبان‌های ترکی و عربی و دیگر زبان‌ها وارد شده‌است و گاهی به جای واژه شاهد به کار می‌رود.
شعر زیر نمونه‌ای از کاربرد امرد توسط مولوی در مثنوی معنوی است:
| تا توانی بنده شو سلطان مباش |  | زخم کش چون گوی شو، چوگان مباش |

| ور نه چون لطفت نماند وین جمال |  | از تو آید آن حریفان را ملال |

| آن جماعت کت همی دادند ریو |  | چون ببینندت بگویندت که دیو |

| جمله گویندت چو بینندت به در |  | مرده‌ای از گور خود برکرد سر |

| همچو امرد که خدا نامش کنند |  | تا بدین سالوس در دامش کنند |

## جوانی در سروده‌های پارسی
- سعدی، جوانی را نقطه مقابل پیری و متضاد آن می‌داند:

پیری و جوانی پی هم جون شب و روزند
ما شب شد و روز آمد و بیدار نگشتیم
- صائب تبریزی هم جوانی را از دید خود می‌بیند:

شدی چو پیر مرو درپی هوا صائب
که دلپذیر بود موسم شباب هوا
- در جایی دیگر، صائب دورهٔ جوانی را بسیار زودگذر توصیف می‌کند:

ز روزگار جوانی خبر چه می‌پرسی
چو برق آمد و چون ابر نو بهار گذشت